# エンゲルベルト・フンパーディンク (歌手)
エンゲルベルト・フンパーディンク（Engelbert Humperdinck, 1936年5月2日 - ）は、インド生まれの、イギリスのポピュラー音楽の有名な歌手の一人である。本名はアーノルド・ジョージ・ドーシー (Arnold George Dorsey) で、父が駐屯していたインドで生まれた。芸名はドイツの作曲家エンゲルベルト・フンパーディンクに由来している。

## 来歴
バラードを得意とするフンパーディンクは、トム・ジョーンズとともに1960年代半ばから1970年代にかけて、女性を中心とした人気シンガーだった。「リリース・ミー」、「ラスト・ワルツ」、「愛の花咲くとき」、「太陽は燃えている」「クワンド・クワンド・クワンド」などのヒット曲がある。彼の代表曲である「リリース・ミー」はイギリスで50以内に56週連続チャートインした
1970年代にも、スティービー・ワンダーのカバー曲「太陽のあたる場所」や、1976年の「アフター・ザ・ラヴィン」などをヒットさせた。
2004年に自伝を出版し、その中で女性遍歴を赤裸々に告白した。2005年に新作「レット・ゼア・ビー・ラブ」を発表して、東京国際フォーラムで11年ぶりに来日公演を行った。
2012年にBBCによってユーロビジョン・ソング・コンテスト2012・英国代表に選出された。長年にわたる国際的なキャリアを持つ歌手が選ばれるのは異例であり、75歳（音楽祭開催時には76歳）は最高齢記録である。

## 日本公演
- 1975年

2月22日,23日 日本武道館、25日 福岡市九電記念体育館、27日 フェスティバルホール、3月1日 名古屋市公会堂